# Daniel Quinn
Daniel Quinn (født 1935 i Omaha, Nebraska, død 17. februar 2018) var en amerikansk forfatter og kritiker af den moderne civilisation. Han er bedst kendt for sin bog Ishmael (1992), der vandt Turner Tomorrow Fellowship Award i 1991.
1. ↑  Navnet er anført på engelsk og stammer fra Wikidata hvor navnet endnu ikke findes på dansk.